# ДСТУ EN ISO 80000

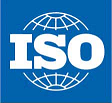
Логотип Міжнародної організації зі стандартизації (ISO)

ДСТУ EN ISO 80000 Величини та одиниці (англ. ISO/IEC 80000 Quantities and units) — сімейство національних нормативних документів, гармонізованих з міжнародними нормативними документами, методом перекладу, що набули чинності з 1 січня 2018 року, є міжнародним стандартом, який описує Міжнародну систему величин (ISQ). Його було розроблено і пропаговано спільно Міжнародною організацією зі стандартизації (ISO) і Міжнародною електротехнічною комісією (IEC). Він служить посібником з використання фізичних величин і одиниць вимірювання, формул на їх основі, і відповідних одиниць у наукових та освітніх документах для застосування у міжнародному масштабі. Розроблення сімейства стандартів ISO/IEC 80000 було завершено з публікацією першого видання частини 1 у листопаді 2009 року.
З 31 грудня 2023 року наказом УкрНДНЦ в групі з 20268 європейських нормативних документів CEN/CENELEC уведено в дію оновлену редакцію стандартів ISO 80000 за виключенням частин 7 і 14.

## Огляд
Станом на 2024 рік ДСТУ EN ISO 80000 складається з 14 частин, три з яких (частини 6,13 і 14) були розроблені IEC, а решта 11 - ISO, частину 14 зі стандарту ISO/IEC 80000 було вилучено; в Україні станом на грудень 2024 року ДСТУ IEC 80000-14:2016 залишається чинним. Офіційні переклади українською оновлених 2022 роком версій стандартів станом на 2024 рік відсутні.
| Частина                                                                       | Рік  | Назва | На заміну                                                                                             | Статус |
| ----------------------------------------------------------------------------- | ---- | --- | --- | ------ |
| ДСТУ EN ISO 80000-1:2022 (EN ISO 80000-1:2013, IDT; ISO 80000-1:2009, IDT)    | 2022 | Величини та одиниці. Частина 1. Загальні положення                                                                 | ДСТУ ISO 80000-1:2016, який перед тим замінив ДСТУ 3651.0-97 та ДСТУ 3651.1-97 в частині розділів 1-6 | чинний |
| ДСТУ EN ISO 80000-2:2022 (EN ISO 80000-2:2019, IDT; ISO 80000-2:2019, IDT)    | 2022 | Величини та одиниці. Частина 2. Математичні знаки та символи, що використовують у природничих науках і технологіях | ДСТУ ISO 80000-2:2016                                                                                 | чинний |
| ДСТУ EN ISO 80000-3:2022 (EN ISO 80000-3:2020, IDT; ISO 80000-3:2019, IDT)    | 2022 | Величини та одиниці. Частина 3. Простір та час                                                                     | ДСТУ ISO 80000-3:2016, який перед тим замінив ДСТУ 3651.1-97 в частині додатків А.1 і А.2             | чинний |
| ДСТУ EN ISO 80000-4:2022 (EN ISO 80000-4:2019, IDT; ISO 80000-4:2019, IDT)    | 2022 | Величини та одиниці. Частина 4. Механіка                                                                           | ДСТУ ISO 80000-4:2016, який замінив перед тим ДСТУ 3651.1-97 в частині додатка А.3                    | чинний |
| ДСТУ EN ISO 80000-5:2022 (EN ISO 80000-5:2019, IDT; ISO 80000-5:2019, IDT)    | 2022 | Величини та одиниці. Частина 5. Термодинаміка                                                                      | ДСТУ ISO 80000-5:2016, який замінив перед тим ДСТУ 3651.1-97 в частині додатка А.4                    | чинний |
| ДСТУ EN 80000-6:2022 (EN 80000-6:2008, IDT; IEC 80000-6:2008, IDT)            | 2022 | Величини та одиниці. Частина 6. Електромагнітні явища                                                              | ДСТУ ISO 80000-5:2016, який перед тим замінив ДСТУ 3651.1-97 в частині додатка А.5                    | чинний |
| ДСТУ ISO 80000-7:2016 (ISO 80000-7:2008, IDT)                                 | 2016 | Величини та одиниці. Частина 7. Світло                                                                             | ДСТУ 3651.1-97 в частині додатка А.6                                                                  | чинний |
| ДСТУ EN ISO 80000-8:2022 (EN ISO 80000-8:2020, IDT; ISO 80000-8:2020, IDT)    | 2022 | Величини та одиниці. Частина 8. Акустика                                                                           | ДСТУ ISO 80000-8:2016, який перед тим замінив ДСТУ 3651.1-97 в частині додатка А.7                    | чинний |
| ДСТУ EN ISO 80000-9:2022 (EN ISO 80000-9:2019, IDT; ISO 80000-9:2019, IDT)    | 2022 | Величини та одиниці. Частина 9. Фізична хімія і молекулярна фізика                                                 | ДСТУ ISO 80000-9:2016, який замінив ДСТУ 3651.1-97 в частині додатка А.8                              | чинний |
| ДСТУ EN ISO 80000-10:2022 (EN ISO 80000-10:2019, IDT; ISO 80000-10:2019, IDT) | 2022 | Величини та одиниці. Частина 10. Атомна та ядерна фізика                                                           | ДСТУ ISO 80000-10:2016, який замінив ДСТУ 3651.1-97 в частині додатків А.9 та А10                     | чинний |
| ДСТУ EN ISO 80000-11:2022 (EN ISO 80000-11:2020, IDT; ISO 80000-11:2019, IDT) | 2022 | Величини та одиниці. Частина 11. Характеристичні числа                                                             | ДСТУ ISO 80000-11:2016, який перед тим замінив ДСТУ 3651.2-97                                         | чинний |
| ДСТУ EN ISO 80000-12:2022 (EN ISO 80000-12:2019, IDT; ISO 80000-12:2019, IDT) | 2022 | Величини та одиниці. Частина 12. Фізика твердого тіла                                                              | ДСТУ ISO 80000-12:2016, який перед тим замінив ДСТУ 3651.1-97 в частині додатка А.11                  | чинний |
| ДСТУ EN 80000-13:2022 (EN 80000-13:2008, IDT; IEC 80000-13:2008, IDT)         | 2022 | Величини та одиниці. Частина 13. Інформатика та інформаційні технології                                            | ДСТУ ISO 80000-13:2016                                                                                | чинний |
| ДСТУ IЕС 80000-14:2016 (IЕС 80000-14:2008, IDT)                               | 2016 | Величини та одиниці. Частина 14. Телебіометрія, що стосується фізіології людини                                    | Уперше                                                                                                | чинний |

Ще три стандарти перебувають у розробці:
- IEC 80000-15 Logarithmic and related quantities (Логарифмічні та пов'язані величини)[5];
- IEC 80000-16 Printing and writing rules (Правила друку та письма)[6];
- IEC 80000-17 Time dependency (Часова залежність)[7].

## Предметні області
Усі стандарти 80000-го сімейства присутні в електронному вигляді на сайті інформаційного забезпечення у сфері технічного регулювання ДП «УКРМЕТРТЕСТСТАНДАРТ», доступ до них реалізується за платною підпискою. До 2021 року стандарт 80000 мав 13 опублікованих частин. Опис кожної частини доступний в Інтернеті, а також повнотекстові частини на платній основі.

### Частина 1. Загальні положення
Цей документ містить загальну інформацію та визначення що стосуються величин, систем величин, одиниць, символів величин та одиниць, а також узгоджених систем одиниць, здебільшого Міжнародної системи величин (ISQ) та Міжнародної системи одиниць (SI). Принципи, викладені в цьому стандарті, призначено для загального застосування в різних галузях науки та техніки, а також як вступу до інших частин цього стандарту. Порядкові величини та якісні властивості перебувають поза сферою застосування цього стандарту. Вступний розділ цієї частини доступний в Інтернеті.

### Частина 2. Математичні знаки та символи, що використовують у природничих науках і технологіях
У цьому стандарті наведено загальну інформацію щодо математичних знаків та символів, їх значення, словесні еквіваленти та приклади використання. Рекомендації, що містяться в цьому стандарті, призначені в основному для використання у сфері природничих наук і технологій, але також їх можна застосовувати в інших сферах, де використовують математику. Вступний розділ цієї частини доступний в Інтернеті.

### Частина 3. Простір та час
Цей стандарт дає назви, символи, визначення та одиниці для величин простору та часу. Вступний розділ цієї частини доступний в Інтернеті.
Визначення децибел, що було включене в оригінальну публікацію 2006 року, вилучене у редакції 2019 року, залишивши ISO/IEC 80000 без визначення цієї одиниці; нова частина стандарту, IEC 80000-15 (Логарифмічні та пов'язані величини), знаходиться на стадії розробки

### Частина 4. Механіка
У стандарті подано назви, символи, визначення та одиниці механічних величин. Описовий текст цієї частини доступний в Інтернеті.
Документ дає визначення, символи, позначення та одиниці вимірювання таких величин: маса, густина, масовий момент інерції, імпульс тіла, сила, імпульс сили, момент сили, тиск, напруження (нормальне і дотичне), деформація (лінійна, зсуву, об'ємна), модулі пружності (еластичності, зсуву, всебічного стиску), момент інерції тіла (осьовий, полярний), момент опору поперечного перерізу, коефіцієнт тертя (динамічний, статичний), в'язкість (динамічна, кінематична), робота, енергія (кінетична, потенціальна), витрата (об'ємна, масова), коефіцієнт корисної дії тощо.

### Частина 5. Термодинаміка
Стандарт дає назви, символи, визначення та одиниці для величин термодинаміки. Описовий текст цієї частини доступний в Інтернеті.
Документ дає визначення, символи, позначення та одиниці вимірювання таких величин: температура (термодинамічна, за Цельсієм), коефіцієнт теплового розширення (об'ємний, лінійний), кількість теплоти, тепловий потік, теплопровідність, коефіцієнт теплообміну, коефіцієнт теплоізоляції, термічний опір, температуропровідність, теплоємність, питома теплоємність (за постійного тиску, за постійного об'єму, за кипіння), відношення питомих теплоємностей, показник адіабати, питома енергія, ентропія, ентальпія тощо.

### Частина 6. Електромагнітні явища
У ньому наведено назви, символи та визначення для величин та одиниць вимірювання електромагнетизму. Описовий текст цієї частини доступний онлайн.

### Частина 7. Світло
У ньому наведено назви, символи, визначення та одиниці вимірювання величин, що використовуються для світла та оптичного випромінювання у діапазоні довжин хвиль приблизно від 1 нм до 1 мм. Описовий текст цієї частини доступний онлайн.

### Частина 8. Акустика
У цій частині подано назви, символи, визначення та одиниці для величин в акустиці. Описовий текст цієї частини доступний в Інтернеті.
Стандарт містить передмову, змістовний вступ, зміст, нормативні посилання (яких немає), а також терміни та визначення. Документ дає визначення таких величин: логарифмічний діапазон частот, статичний тиск, звуковий тиск, коливальне зміщення звукових частинок, швидкість звукових частинок, прискорення звукових частинок, об'ємна витрата, густина звукової енергії, звукова енергія, потужність звуку, інтенсивність звуку, звуковий вплив, характеристичний опір для поздовжніх хвиль, акустичний імпеданс, рівень звукового тиску, рівень звукової потужності звуку, рівень звукового впливу, час реверберації.

### Частина 13. Інформатика та інформаційні технології
Стандарт визначає величини та одиниці, що використовуються в інформатиці та інформаційних технологіях, а також визначає назви та символи для цих величин та одиниць.
Документ дає визначення таких величин: інтенсивність трафіку, середня довжина черги, інтенсивність виклику, місткість пристрою зберігання, біт, байт, швидкість передавання даних, тактова частота, надмірність, пропускна здатність каналу тощо.
Стандарт також містить визначення для одиниць, що стосуються інформаційних технологій, таких як ерланг (Е), біт (біт, bit), октет (о), байт (Б, B), бод (Bd), шеннон (Ш, Sh), гартлі (Гарт, Hart), and the натуральна одиниця інформації (нат, nat).
У пункті 4 стандарту визначено стандартні двійкові префікси, що використовуються для позначення степенів числа 1024, як 10241 (kibi-), 10242 (mebi-), 10243 (gibi-), 10244 (tebi-), 10245 (pebi-), 10246 (exbi-), 10247 (zebi-), 10248 (yobi-), 10249 (robi-) і 102410 (quebi-).

## Міжнародна система величин
Частина 1 стандарту ISO 80000 знайомить з Міжнародною системою величин (ISQ) та описує її зв'язок з Міжнародною системою одиниць (SI). Зокрема, у його вступі зазначено: «Система величин, включаючи співвідношення між величинами, що використовуються як основа одиниць SI, носить назву Міжнародна система величин і позначається ISQ усіма мовами». Далі уточнюється, що «ISQ — це просто зручне позначення для по суті нескінченної, що перебуває у постійному розвитку та розширенні, системи величин і рівнянь, на яких базується вся сучасна наука і техніка. ISQ — це скорочене позначення системи величин, на якій базується SI».

## Одиниці серії ISO/IEC 80000
Стандарт включає всі одиниці SI, але не обмежується лише ними. Одиниці, що увійшли до стандарту, але не входять до SI, це: одиниці зберігання інформації (біт і байт), одиниці інформаційної ентропії (шеннон, натуральна одиниця інформації та гартлі) а також ерланг (одиниця інтенсивності трафіку).